# Episodi di Law & Order - I due volti della giustizia (undicesima stagione)
L'undicesima stagione della serie televisiva Law & Order - I due volti della giustizia, composta da 24 episodi, è stata trasmessa in prima visione sul canale statunitense NBC dal 18 ottobre 2000 al 23 maggio 2001.
In Italia la stagione è stata trasmessa in prima visione su Rai 2 dal 21 ottobre al 20 novembre 2003.
| nº | Titolo originale                    | Titolo italiano            | Prima TV USA     | Prima TV Italia  |
| -- | ----------------------------------- | -------------------------- | ---------------- | ---------------- |
| 1  | Endurance                           | Incendio doloso            | 18 ottobre 2000  | 21 ottobre 2003  |
| 2  | Turnstile Justice                   | Raptus                     | 25 ottobre 2000  | 22 ottobre 2003  |
| 3  | Dissonance                          | Il dubbio                  | 1º novembre 2000 | 23 ottobre 2003  |
| 4  | Standoff                            | Licenza di uccidere        | 8 novembre 2000  | 24 ottobre 2003  |
| 5  | Return                              | La legge del ritorno       | 15 novembre 2000 | 27 ottobre 2003  |
| 6  | Burn Baby Burn                      | Pantere nere               | 22 novembre 2000 | 28 ottobre 2003  |
| 7  | Amends                              | Un caso irrisolto          | 29 novembre 2000 | 29 ottobre 2003  |
| 8  | Thin Ice                            | Eccesso di rabbia          | 20 dicembre 2000 | 30 ottobre 2003  |
| 9  | Hubris                              | Assoluzione                | 10 gennaio 2001  | 31 ottobre 2003  |
| 10 | Whose Monkey is it Anyway?          | Morte di un biologo        | 17 gennaio 2001  | 3 novembre 2003  |
| 11 | Sunday in the Park with Jorge       | Delitto nel parco          | 24 gennaio 2001  | 4 novembre 2003  |
| 12 | Teenage Wasteland                   | Un giovane crudele         | 7 febbraio 2001  | 5 novembre 2003  |
| 13 | Phobia                              | Fobia                      | 14 febbraio 2001 | 6 novembre 2003  |
| 14 | A Losing Season                     | Una partita persa          | 21 febbraio 2001 | 7 novembre 2003  |
| 15 | Swept Away - A Very Special Episode | Un episodio molto speciale | 28 febbraio 2001 | 10 novembre 2003 |
| 16 | Bronx Cheer                         | Una condanna ingiusta      | 14 marzo 2001    | 11 novembre 2003 |
| 17 | Ego                                 | La donna del fiume         | 21 marzo 2001    | 12 novembre 2003 |
| 18 | White Lie                           | Duplice omicidio           | 4 aprile 2001    | 13 novembre 2003 |
| 19 | Whiplash                            | Una vita senza valore      | 18 aprile 2001   | 14 novembre 2003 |
| 20 | All My Children                     | Alla ricerca del padre     | 2 maggio 2001    | 17 novembre 2003 |
| 21 | Brother's Keeper                    | Amore fraterno             | 9 maggio 2001    | 17 novembre 2003 |
| 22 | School Daze                         | Massacro a scuola          | 16 maggio 2001   | 18 novembre 2003 |
| 23 | Judge Dread                         | Terribile giudice          | 23 maggio 2001   | 19 novembre 2003 |
| 24 | Deep Vote                           | Scambio di persona         | 23 maggio 2001   | 20 novembre 2003 |

## Incendio doloso
- Titolo originale: Endurance
- Diretto da: Constantine Makris
- Scritto da: Matt Witten

### Trama
Briscoe e Green indagano su un incendio in un condominio dove ha perso la vita un bambino autistico. I detective sospettano inizialmente del proprietario del negozio, poi del bambino stesso e infine della madre.
- Guest star: Rudy Giuliani (se stesso), Megan Fellows (Megan Parnell), J.K. Simmons (dottor Emil Skoda).

- Nota. Questo episodio segna la prima apparizione nella serie per Dianne Wiest, nel ruolo del successore di Adam Schiff, Nora Lewin, che è procuratore capo ad interim. Hill era l'ultimo membro storico della serie.
- Nota. Questo episodio è ispirato al caso di Janine Albury-Thomson, che nel 1997 fu uccisa da sua madre, soffocata con un cuscino. La donna venne condannata a 4 anni, ma fu rilasciata dopo aver scontato metà della sua pena.

## Raptus
- Titolo originale: Turnshile Justice
- Diretto da: Richard Dobbs
- Scritto da: Barry Schindel

### Trama
Briscoe e Green indagano sull'omicidio di una donna trovata su una piattaforma della metropolitana e individuano subito il responsabile, un uomo con grossi problemi comportamentali che confessa subito il crimine. Ma scoprono che l'uomo era stato rilasciato dalla prigione il giorno del delitto e che la clinica della prigione, gestita da una società privata, aveva ignorato le sue condizioni per motivi di tornaconto economico.
- Nota. Questo episodio è ispirato al caso di Kendra Websale, che nel 1999 fu spinta sul binario della metropolitana di New York da Andrew Goldstein.

## Il dubbio
- Titolo originale: Dissonance
- Diretto da: Lewis Gould
- Scritto da: Wendy Battles

### Trama
Briscoe e Green indagano sull'omicidio di una violinista e del furto del suo famoso violino subito ritrovato. I sospetti cadono subito sul direttore d'orchestra con cui la donna suonava, che aveva una relazione con lei ed era infastidito dal fatto che la vittima volesse lasciare lui e l'orchestra per intraprendere una carriera solista. Però la moglie lo protegge e il giudice assegnato al processo cerca di tutelare uno dei cittadini più illustri di New York. McCoy e la Carmichael invece non sono convinti.
- Guest star: Ronald Guttman (Carl Reger), Jan Maxwell (Marian Reger), Ritchie Coster (Jorgan Stern), Terry Serpico (Jay Brannigan).

## Licenza di uccidere
- Titolo originale: Standoff
- Diretto da: Jace Alexander
- Scritto da: P.K. Todd

### Trama
Briscoe e Green indagano sull'omicidio di un detenuto avvenuto in prigione. L'uomo stava scontando la pena per traffico di droga. Inizialmente si pensa a un regolamento di conti tra detenuti, ma i detective scoprono invece che la fidanzata di una delle guardie era stata stuprata dalla vittima. I sospetti si concentrano proprio sulla guardia, ma i colleghi non apprezzano molto il lavoro di McCoy e Carmichael. Invece al processo lo stesso McCoy fa i conti con la pessima reputazione della vittima e con quella immacolata dell'imputato, che si considera un eroe.
- Guest star: Matt Mulhern (accreditato come Matt Mulher) (ufficiale Peter Bennett), Alison Bartlett (accreditata come Alison Bartlett O'Reilly) (ufficiale Angela Donahue), Thomas G. Waites (capitano Lewis Weber).

## La legge del ritorno
- Titolo originale: Return
- Diretto da: Stephen Wertimer (accreditato come Steve Wertimer)
- Scritto da: Aaron Zelman

### Trama
Briscoe e Green indagano sull'omicidio di un proprietario di capi in pelle e sospettano del figlio del socio della vittima, un cocainomane che spesso sottraeva i capi dal negozio del padre. McCoy e la Carmichael scoprono che il ragazzo è ebreo, e conoscendo la sua posizione si sottrae all'arresto rifugiandosi in Israele, dove una legge limita l'estradizione degli abitanti verso altri stati, per impedire di processare in America molti ebrei. McCoy e la Carmichael non esitano a farlo processare in America, grazie a un cavillo religioso.
- Guest star: Sam Schacht (Nathan Becker), Joe Maruzzo (Sal Bonafiglio).

- Nota. Phyllis Bash è accreditato come Judge Jense, ma la targa mostrata nell'episodio riporta il nome del suo personaggio come Taylor Jackson.

## Pantere nere
- Titolo originale: Burn Baby Burn[N 3]
- Diretto da: David Platt
- Scritto da: Richard Sweren

### Trama
Briscoe e Green indagano sull'omicidio di un poliziotto avvenuto sul pianerottolo di un appartamento. Si indaga sulla proprietaria di quello stabile da cui il colpo è stato sparato, risalendo a un uomo di colore che apparteneva a un gruppo che si batteva per i diritti degli afroamericani e che incitava alla violenza contro i poliziotti. L'uomo ha svolto attività meritorie, essendo considerato una sorta di Robin Hood e il processo contro di lui viene condizionato da McCoy (che vuole farlo condannare alla pena di morte) e dalla simpatia della giuria nei suoi confronti.
- Guest star: Clarence Williams III (Latiff Miller).

- Nota. Errori commessi nell'episodio: quando l'avvocato dell'uomo di colore che ha ucciso un poliziotto cita la brutalità della polizia, menziona l'omicidio di Fred Hampton a Oakland, ma in realtà l'omicidio di Hampton è stato commesso a Chicago.
- Nota. Ci sono state due citazioni nell'episodio: la prima è sull'aggressione ad Abnar Louima e la seconda è sull'omicidio di Amadou Diallo; entrambi i casi sono realmente accaduti: Louima, sospettato di aver picchiato un agente fuori dalla discoteca, venne arrestato e aggredito brutalmente con un manico di scopa mentre era sotto custodia, e il poliziotto che lo aggredì venne condannato per aggressione di secondo grado. Diallo invece fu ucciso a colpi d'arma da fuoco da alcuni poliziotti di New York, per un totale di 41 proiettili in corpo; gli agenti incriminati vennero assolti tutti.
- Nota. Il titolo originale dell'episodio Burn Baby Burn è uno slogan spesso gridato durante disordini civili diffusi dagli anni' 60, in particolare dai rivoltosi di Watts, nel 1965. Per di più, quel titolo fa parte anche del ritornello di una canzone chiamata Disco Inferno.
- Nota. Questo episodio è ispirato a due casi accaduti: il primo è su H. Rap Brown che nel 2000 fu arrestato per aver ucciso un aiutante dello sceriffo Ricky Kinchen con un fucile calibro 223; Brown si dichiarò colpevole oltre che di questo omicidio anche di 13 capi d'accusa e fu condannato all'ergastolo senza condizionale. Invece il secondo è sulla sparatoria alla moschea di Harlem avvenuta il 14 aprile 1972, in cui l'agente Phillip Cardillo venne colpito con 3 colpi d'arma da fuoco; per questo omicidio Louis Dupree venne assolto.

## Un caso irrisolto
- Titolo originale: Amends
- Diretto da: Matthew Penn
- Scritto da: William N. Fordes

### Trama
Briscoe e Green riaprono un caso irrisolto da 20 anni, in cui una liceale venne trovata morta e il principale sospettato era stato scagionato grazie all'alibi della moglie. Le indagini si concentrano sul rampollo di una famiglia potente su cui 20 anni prima, la polizia non aveva indagato. Uno dei poliziotti che aveva indagato sul caso è un amico di Briscoe, nonché suo ex addestratore.
- Guest star: Ken Marks (Michael Sarno).

- Nota. Questo episodio è ispirato al caso d'omicidio di Martha Moxley, avvenuto nel 1975. Il suo assassino, Michael Skakel, venne condannato nel 2002.

## Eccesso di rabbia
- Titolo originale: Thin Ice
- Diretto da: Jace Alexander
- Scritto da: Barry Schindel (sceneggiatura), Matt Witten (sceneggiatura) e Bernard Goldberg (soggetto)[N 8]

### Trama
Briscoe e Green indagano sull'omicidio di un allenatore di una squadra di hockey su ghiaccio, sospettando in un primo momento di uno dei suoi giocatori, risentito con l'allenatore perché lo faceva giocare poco; poi sul padre, un uomo aggressivo e carico d'ira. L'uomo viene difeso da un legale che chiede l'infermità mentale dovuta a una rabbia da tifoso.
- Nota. La messa in onda originale dell'episodio era prevista per il 13 dicembre, ma fu rinviata a una settimana dopo, cioè al 20 dicembre.
- Nota. Ci sono molti casi importanti che vengono citati: per esempio l'accusa dell'aggressione del giocatore del Vancouver Donald Brashear da parte del giocatore del Boston Bruins Marty McSorley, avvenuta il 21 febbraio 2000, oppure l'aggressione dell'allenatore del Golden State Warriors PJ Carlesimo da parte del suo giocatore Latrell Sprewell, il 1º dicembre 1997.
- Nota. Questo episodio è ispirato al caso di Thomas Junta, uomo amante dell'hockey che nel 2000 uccise Michael Costin; Junta alla fine si dichiarò colpevole di omicidio colposo di secondo grado e fu condannato dai 6 ai 10 anni di reclusione, anche se ne scontò solo 9.

## Assoluzione
- Titolo originale: Hubris
- Diretto da: Constantine Makris
- Scritto da: Kathy McCormick e Wendy Battles[N 9]

### Trama
Briscoe e Green indagano sull'omicidio di quattro persone uccise in una gioielleria. I sospetti cadono sul fidanzato di una delle vittime che ha sulle spalle una serie di reati e alcune fidanzate sparite misteriosamente, ed è una persona abituata a realizzare i propri scopi usando il suo fascino sulle donne che conosce. McCoy e la Carmichael se ne accorgono quando l'uomo flirta apertamente con una delle giurate per difendersi da solo. McCoy e la Carmichael non riescono a condannarlo (anche se era prevista la pena di morte per l'uomo) perché l'uomo viene ucciso per autodifesa dalla giurata del processo, dopo che il processo era stato annullato.
- Guest star: Tim Guinee (Mark Landry / Richard Morriston).

- Nota. Questo episodio è ispirato a due casi accaduti: il primo è su Gillian Guess che nel 1995 fu coinvolta sentimentalmente con Peter Gill, un imputato che aveva compiuto due omicidi; questa relazione la portò alla condanna per ostacolo alla giustizia e a 18 mesi di reclusione, anche se scontò solo 12 settimane. Invece il secondo caso è sul serial killer Ted Bundy che tra il 1974 e il 1978 uccise 30-35 adolescenti; venne condannato a morte nel 1980 e giustiziato 9 anni dopo sulla sedia elettrica.

## Morte di un biologo
- Titolo originale: Whose Monkey Is It Anyway?
- Diretto da: Vincent Misiano[N 10]
- Scritto da: William M. Finkelstein

### Trama
Briscoe e Green indagano sulla morte di un biologo occupato in esperimenti su primati, ucciso da una delle scimmie lasciata libera, mentre le altre scimmie sono state sottratte dal laboratorio. Sospettano di un gruppo di ecologisti che protestavano contro l'uso degli animali negli esperimenti del laboratorio, e, in particolare, su un ragazzo che ha dei sentimenti più radicali. McCoy e la Carmichael lo processano per furto e omicidio colposo.
- Nota. Questo episodio è ispirato a un fatto avvenuto nel 1988 in Africa, un'epidemia di filovirus africano.

## Delitto nel parco
- Titolo originale: Sunday in the Park with Jorge
- Diretto da: James Quinn
- Scritto da: William M. Finkelstein

### Trama
Briscoe e Green indagano sull'omicidio di una donna avvenuto a Central Park, i sospetti si dividono tra un gruppo di ragazzi portoricani protagonisti di episodi di violenza nello stesso giorno, il marito della vittima e un amico di lui. McCoy incrimina i ragazzi portoricani per omicidio, ma il colpevole sembra un altro portoricano di origini brasiliane, nel frattempo la Lewin reagisce al primo errore della sua carriera da procuratore capo.
- Guest star: Victor Anthony (Nestor Salazar).

- Nota. Questo episodio è ispirato agli attacchi durante la parata del Puerto Rican Day, avvenuto a New York, l'11 giugno 2000.
- Nota. Questo episodio è stato girato in simultanea tra Incendio doloso e Raptus.

## Un giovane crudele
- Titolo originale: Teenage Wasterland
- Diretto da: Constantine Makris
- Scritto da: Barry Schindel e Aaron Zeldman

### Trama
Briscoe e Green indagano sul brutale omicidio di un proprietario di un ristorante cinese, trovato nel seminterrato di un condominio. I sospetti cadono subito su alcuni ragazzi, uno dei quali già maggiorenne, che usano quell'appartamento, affittato da uno di loro. McCoy e la Lewin discutono perché il ragazzo meriterebbe la pena di morte.
- Guest star: Alex Feldman (Mitch Regan).

- Nota. Questo episodio è ispirato al caso di Jin-Sheng Liu, un proprietario di un ristorante cinese ucciso da diversi colpi inferti con un mattone. Il suo assassino, Stacy Royster, che all'epoca era diciannovenne, si dichiarò colpevole di omicidio di secondo grado e fu condannato a 19 anni di reclusione, anche se ne scontò solo 13.

## Fobia
- Titolo originale: Phobia
- Diretto da: David Platt
- Scritto da: Kathy McCormick, Lynn Mamet e Wendy Battles

### Trama
Briscoe e Green indagano sul rapimento di un bambino adottato da una coppia gay e sull'omicidio di uno dei due padri. I sospetti cadono subito sulla madre naturale del bambino, che lo aveva dato in adozione perché drogata ma che, dopo essersi disintossicata, voleva riprenderselo. Ma è coinvolto anche il padre del bambino, che per questioni burocratiche è l'unico che poteva contestare l'adozione del figlio. McCoy e la Carmichael cercano di dimostrare che l'omicidio non è solo la conseguenza di una discussione finita male, ma è dovuto all'omofobia del padre naturale che non tollerava che il figlio fosse stato adottato da una coppia gay.
- Nota. Il titolo originale dell'episodio, Fobia, è un riferimento all'omofobia.

## Una partita persa
- Titolo originale: A Losing Season
- Diretto da: Jace Alexander
- Scritto da: Barry Schindel e Wendy Battles

### Trama
Briscoe e Green indagano sull'omicidio di una donna incinta, trovata nel bagagliaio di un'auto rubata. Dopo aver risolto il furto d'auto, i due sospettano di una nota stella del basket e del suo amico, a cui la vittima concedeva prestiti mentre l'amico faceva da prestanome, invece McCoy crede che a ucciderla sia stato il giocatore di basket, che usava i soldi per la droga e che era il padre del bambino che la vittima aspettava.
- Guest star: Kevin Daniels (Chris Cody), Liza Lapira (Cheryl Treadwell).

- Nota. Questo episodio è ispirato a due casi realmente accaduti: il primo è su Rae Carruth, un giocatore di football che nel 1999 fu accusato dell'omicidio di Cherica Adams, una donna che l'uomo stava frequentando; il giocatore fu condannato a 18 anni di reclusione. Invece il secondo è sul caso di O.J. Simpson, accusato dell'omicidio della moglie e del suo amante nel 1994.

## Un episodio molto speciale
- Titolo originale: Swept Away - A Very Special Episode
- Diretto da: James Quinn
- Scritto da: William M. Finkelstein

### Trama
Briscoe e Green indagano sull'omicidio di uno dei partecipanti di un reality show, in cui sette ragazzi vengono filmati nello stesso appartamento. I detective scoprono che la morte è stata accidentale in seguito a una lite tra la vittima e un altro concorrente del programma. McCoy scopre che la vittima era stata incaricata dalla produzione del reality di causare una lite con l'amico, facendo aumentare gli ascolti e decide di incriminare il vicepresidente del network.
- Guest star: Adam Trese (Byron Stark).

- Nota. Questo episodio è basato su alcuni reality show come Big Brother (edizione classica del Grande Fratello) e The Real World.

## Una condanna ingiusta
- Titolo originale: Bronx Cheer
- Diretto da: Richard Dobbs
- Scritto da: Richard Sweren (soggetto e sceneggiatura) e Wendy Battles (soggetto)[N 9]

### Trama
Briscoe e Green indagano sull'omicidio di una giovane donna, i sospetti cadono su uno spacciatore di droga. Interrogando un suo conoscente, scoprono che lo spacciatore, due anni prima uccise un buttafuori di una discoteca nel Bronx. Per quell'omicidio, l'uomo era stato condannato dopo un processo regolare, e il procuratore di quel distretto, non ha nessuna intenzione di riaprire il caso. Allora McCoy, per evitare che un innocente passi il resto della sua vita in prigione, fa un accordo col vero colpevole.
- Guest star: Kevin Kash (Tony Shaeffer), Peter Greene (Francis "Taz" Partell).

- Nota. L'episodio riporta una dichiarazione in cui si afferma che il procuratore distrettuale della contea del Bronx, interpretato da Keith David, non era in alcun modo inteso come un riferimento al procuratore distrettuale del Bronx Robert Johnson.

## La donna del fiume
- Titolo originale: Ego
- Diretto da: James Quinn
- Scritto da: Wendy Battles

### Trama
Briscoe e Green indagano sull'omicidio di una giovane viceprocuratrice, la cui morte viene messa prima in relazione a un possibile rapimento, poi ai casi che stava seguendo. Scoprono una pista passionale cercando l'uomo con cui aveva una relazione e i detective scoprono che era il capo della donna nonché viceprocuratore della sezione penale e amico di McCoy.
- Guest star: Nestor Serrano (Alec Conroy).

- Nota. C'è un errore di continuità che riguarda il personaggio di Fran Lebowitz che è indicato sulla sua targhetta come Judge Janis Goldberg. In tutte le sue successive apparizioni, il nome di battesimo del personaggio è Janice; la spiegazione del fenomeno è che il suo nome è stato stampato male quando è diventata giudice.
- Nota. Questo episodio è ispirato al caso di Thomas Capano, un avvocato che nel 1996 fu accusato dell'omicidio della sua amante Anne Marie Fahey; Capano fu condannato prima a morte e poi all'ergastolo.

## Duplice omicidio
- Titolo originale: White Lie
- Diretto da: Don Scardino
- Scritto da: Richard Sweren e Aaron Zelman

### Trama
Briscoe e Green indagano sul duplice omicidio di una coppia di coniugi, scoprendo che sono connessi a un traffico di droga e risalendo così alla moglie di un maggiore dell'esercito dislocato in Colombia. La donna, approfittando della sua posizione, trasportava droga per portarla negli Stati Uniti per conto di un conoscente. McCoy fa un accordo con la donna per testimoniare contro il capo dei trafficanti.
- Nota. Questo episodio è ispirato a un'iniziativa del Plan Colombia del 2000.

## Una vita senza valore
- Titolo originale: Whiplash
- Diretto da: Richard Dobbs
- Scritto da: Matt Witten e Aaron Zelman

### Trama
Briscoe e Green indagano sulla strana morte di un immigrato clandestino, la Rodgers ricollega il decesso a un innocuo colpo di frusta subito dall'uomo poco tempo prima. A partire da questo incidente i detective capiscono che l'immigrato era stato truffato da due avvocati, da un medico e da un autotrasportatore che, con l'aiuto di immigrati con poco da perdere, simulavano dei piccoli incidenti per truffare le assicurazioni. McCoy e la Carmichael li incriminano non solo per omicidio, ma anche per truffa aggravata.
- Nota. Questo episodio è ispirato a una cospirazione per gli incidenti mortali avvenuti a Chicago.

## Alla ricerca del padre
- Titolo originale: All My Children
- Diretto da: David Platt
- Scritto da: Barry Schindel e Noah Baylin[N 11]

### Trama
Briscoe e Green indagano sull'omicidio di un giovane studente, ma sospettano subito di una misteriosa ragazza cresciuta con la convinzione che il padre della vittima, un uomo ricco e potente, fosse in realtà il suo vero padre, cioè l'ex amante della madre. La ragazza, esasperata dai continui rifiuti del suo presunto padre, aveva organizzato nei suoi confronti un'estorsione.
- Guest star: Julianne Nicholson (Jessie Lucas).

- Nota. Il titolo originale dell'episodio All My Children è anche il titolo originale della soap opera dell'ABC.
- Nota. In questo episodio appare Julianne Nicholson, nel ruolo di un'estorsore; la Nicholson interpreterà poi il detective Megan Wheeler nella serie Law & Order: Criminal Intent, secondo spin-off della serie madre
- Nota. Questo episodio è ispirato all'omicidio di Ennis Cosby, avvenuto nel 1997 per mano di Mikhail Markhasev.

## Amore fraterno
- Titolo originale: Brother's Keeper
- Diretto da: Constantine Makris
- Scritto da: René Balcer e Joe Gannon

### Trama
Briscoe e Green indagano sull'omicidio di un commerciante di medicinali, i sospetti si concentrano su un gangster che era in affari con la vittima e che viene identificato da un tassista vicino al luogo del delitto. Scoprono che la nipote del gangster era morta per un'overdose qualche giorno prima. Le indagini sono complicate perché l'uomo è protetto dall'FBI, infatti era diventato un informatore. Come se non bastasse, Briscoe e Green notano che lui e suo fratello, padre della ragazza morta e rispettabile professore universitario, si assomigliano come due gocce d'acqua. McCoy sospetta che il gangster stia coprendo il fratello.
- Guest star: Michael O'Keefe (Cally Lonegan / Donald Lonegan).

- Nota. Questo episodio è ispirato a tre casi avvenuti: il primo è su James Bulger, che è stato per lungo tempo ricercato dall'FBI fino al 2011, quando venne arrestato per 31 reati federali. Il secondo è sul caso di Danny Greene, ucciso da un'autobomba il 6 ottobre 1977, a Lyndhurst, nell'Ohio. Invece il terzo è sui fratelli Ronald e Reginald Kray, che furono condannati per tutte le accuse a loro carico.
- Nota. Il titolo originale dell'episodio Brother's Keeper viene utilizzato sia nel quarto episodio della seconda stagione di Chicago Med e sia nel quinto episodio della settima stagione di Chicago P.D., entrambe sono spin-off della serie Chicago Fire, ideate da Dick Wolf, creatore di questa serie.

## Massacro a scuola
- Titolo originale: School Daze
- Diretto da: Richard Dobbs
- Scritto da: Barry Schindel (sceneggiatura), Eric Ellis Overmyer (accreditato come Eric Overmyer) (sceneggiatura) e Dick Wolf (soggetto)

### Trama
Briscoe e Green indagano sulla sparatoria in una scuola, dove perdono la vita quattro studenti. I detective individuano subito il responsabile, un sedicenne originario della Virginia che si era vendicato per i soprusi subiti dai suoi compagni e coetanei. Il suo legale nonché ex assistente di McCoy, Jamie Ross, invoca l'infermità mentale per far evitare o l'ergastolo o la pena di morte.
- Guest star: Carey Lowell (Jamie Ross), Timothy Reifsnyder (Henry Sample).

- Nota. Questo episodio è ispirato al caso del Massacro della Columbine High School avvenuto il 20 aprile 1999, con 13 morti e 24 feriti; gli autori della strage erano Eric Harris e Dylan Klebold che si sono suicidati dopo il massacro.

## Terribile giudice
- Titolo originale: Judge Dread
- Diretto da: David Platt
- Scritto da: Richard Sweren e Aaron Zelman

### Trama
Briscoe e Green indagano sull'agguato a una giudice, scampata per miracolo mentre stava entrando in un tribunale, da parte di un killer ucciso dalla sua guardia del corpo. I detective scoprono che è un giudice rigoroso fino all'eccesso, con molti nemici, tra cui un uomo che è finito in prigione per frode, e che la donna non aveva accettato un patteggiamento per quest'ultimo.
- Guest star: Roxanne Hart (Linda Karlin).

- Nota. Il titolo originale dell'episodio, Judge Dread, è un riferimento ai fumetti Judge Dreed che è un giudice, giurato e giuria nel mondo distopico in cui vive.

## Scambio di persona
- Titolo originale: Deep Vote
- Diretto da: Jace Alexander
- Scritto da: William N. Fordes e Matt Witten

### Trama
Briscoe e Green indagano sull'omicidio di una donna, trovata morta in un parcheggio, ma i motivi dell'omicidio risultano piuttosto oscuri, finché i detective non notano che una giornalista si serve dello stesso parcheggio e che ha una macchina identica a quella della vittima. Tra le sue inchieste, c'è un servizio su alcune irregolarità nelle elezioni di una senatrice. Per McCoy e la Carmichael (al suo ultimo caso prima di aver accettato un incarico per lavorare in una task force per i crimini violenti) però, c'è qualcosa che non quadra, per il rispetto di cui gode la senatrice e perché la giornalista si rifiuta di rivelare le sue fonti.
- Guest star: Deborah Hedwall (Anne Benton).

- Nota. È stata l'ultima apparizione nella serie per Angie Harmon, che per tre stagioni ha interpretato l'assistente del procuratore Abbie Carmichael, sostituita in seguito da Elisabeth Röhm, nel ruolo del suo successore Serena Southerlyn. È stato anche l'ultimo episodio della serie prima degli attentati dell'11 settembre che hanno colpito il World Trade Center e le Torri Gemelle.
- Nota. L'attrice Barbara Spiegel è accreditata come Judge Madelaine Valenz, ma la targa mostrata del suo personaggio riporta Judge Marriet Doremus.
- Nota. Questo episodio è ispirato alle Elezioni presidenziali negli Stati Uniti d'America del 2000 vinte da George W. Bush.